# Арііфааіте
Тенаніа Аріфааіте а Гіро (таїт. Tenaniʻa Ariʻifaʻaite a Hiro; 10 січня 1820 — 6 серпня 1873) — принц-консорт Таїті. Він був сином Гіро з Хуахіне і Тейхоту, дочки Таматоа III, вождя з острова Раіатеа. Він був другим чоловіком королеви Таїті Помаре IV, яка також була онукою Таматоа III по материнській лінії. Від їхнього шлюбу народилися:
1. Хлопчик (1833, помер в дитинстві від дизентерії [1]
2. Генрі Помаре (серпень 1835, помер в дитинстві від дизентерії [1]
3. Аріауе Помаре (12 серпня 1838 — 10 травня 1856), спадкоємний принц Таїті, аріі (володар) острова Афаагіті . [2]
4. Помаре V (3 листопада 1839 — 12 червня 1891), став королем Таїті. [2]
5. Теріімаеваруа II (23 травня 1841 — 12 лютого 1873), наступниця королеви Бора-Бора . [2]
6. Таматоа V (23 вересня 1842 — 30 вересня 1881), наступник на посаді короля Раіатеа. [2]
7. Вікторія Помаре (1844 — червень 1845). [3] [4] [5]
8. Теріітапануї Помаре (20 березня 1846 — 18 вересня 1888), аріі з Махіни та голова Високого суду Таїті. [2] [6]
9. Теріітуа Туавіра Помаре (17 грудня 1847 — 9 квітня 1875), аріірахі Гітія-О-Те-Ра. [2]
10. Тевахітуа Помаре (1850/1852, помер молодим). [7]